# ザウバー・C17
ザウバー・C17 (Sauber C17) は、ザウバーが1998年のF1世界選手権に投入したフォーミュラ1カー。開発責任者はレオ・レス。1998年シーズンの開幕戦から最終戦まで使用された。

## 概要
チーム3年目となるジョニー・ハーバートに加えて、ベネトンから移籍したジャン・アレジがドライブした。

### 開発
設計したレオ・レスは、「ニューマシンの設計は'97年6月に始めた。C17では全く新しいモノコックと、全く新しいギアボックスを設計したが、一番難しかったのはコクピットサイドのクラッシュテストでかけられる衝撃値が倍の荷重になり、場所も10cm前に広くされた事への対応だった。今年はナロートレッドとグルーブドタイヤ導入というとても大きなレギュレーション変更がされた年なので、他に心配の種を増やしてトラブルの増加を招くことは避けたかった。タイヤはパフォーマンス全体の50%の役割を占めると考えているが、そのタイヤの性能が下げられたのだから、リスクを排除し先進的アイデアは盛り込まなかった。」と設計コンセプトを述べている。
ザウバーでの3年目となったハーバートはC17について「戦闘力があった去年のC16よりもずいぶんとよくなっていたんだ。セッティング変更に対する反応も良く、対応しやすかった。バンプでのハンドリングも進歩していた。でもナロートレッド規定とグルーブドタイヤの導入で、去年よりナーバスさを増して挙動が激しくなってしまった。前の車の直後を走っていると以前より気流の影響を大きく受け、オーバーテイクがより難しくなった。これはザウバーだけではなくどのチームでも起きている現象だと思う。でもグルーブドタイヤはかなり周回を重ねた後でも性能の低下はそんなに激しくはなく、それなりに速いタイムで走れた。」とレギュレーション変更によってうけた影響の大きさを述べている。

### 1998年シーズン
1998年は中位グループから抜け出ることのできないチームの位置を確認するシーズンとなった。車は速く信頼性もあったものの、ポイント獲得の常連となることはできなかった。アレジとハーバートはポイント獲得寸前の7位に5回入った。
アレジはオーストリアGP予選で2位、ベルギーGP決勝で3位表彰台と、得意とする雨絡みのレースで活躍をみせた。ハーバートは開幕戦オーストラリアGPで6位に入り1ポイントを獲得したものの、その後はポイント圏外のフィニッシュを続け、次第にモチベーションを失っていった。彼は翌シーズンスチュワートへの移籍を決心し、代わってペドロ・ディニスがチームに加入することとなる。
チームは結局10ポイントを獲得し、コンストラクターズ6位でシーズンを終えた。

## F1における全成績
(key) （太字はポールポジション）
| 年     | チーム   | エンジン       | タイヤ | ドライバー           | 1   | 2   | 3   | 4   | 5   | 6   | 7   | 8   | 9   | 10  | 11  | 12  | 13  | 14  | 15  | 16  | ポイント | 順位 |
| ------ | -------- | -------------- | ------ | -------------------- | --- | --- | --- | --- | --- | --- | --- | --- | --- | --- | --- | --- | --- | --- | --- | --- | -------- | ---- |
| 1998年 | ザウバー | ペトロナス V10 | G      |                      | AUS | BRA | ARG | SMR | ESP | MON | CAN | FRA | GBR | AUT | GER | HUN | BEL | ITA | LUX | JPN | 10       | 6th  |
| 1998年 | ザウバー | ペトロナス V10 | G      | ジャン・アレジ       | Ret | 9   | 5   | 6   | 10  | 12  | Ret | 7   | Ret | Ret | 10  | 7   | 3   | 5   | 10  | 7   | 10       | 6th  |
| 1998年 | ザウバー | ペトロナス V10 | G      | ジョニー・ハーバート | 6   | 11  | Ret | Ret | 7   | 7   | Ret | 8   | Ret | 8   | Ret | 10  | Ret | Ret | Ret | 10  | 10       | 6th  |

## 参照
1. ↑  激変した'98年マシンの「解答」を知る 全デザイナーインタビュー レオ・レス　F1グランプリ特集 vol.107 86頁 ソニーマガジンズ 1998年5月16日発行
2. ↑  変化の結論 新規定マシンで戦ったドライバーに聞く　F1グランプリ特集 Vol.107 29頁 1998年5月16日発行

- AUTOCOURSE 1998-99, Henry, Alan (ed.), Hazleton Publishing Ltd. (1998) ISBN 1-874557-43-8